# Jaco Pastorius
John Francis Anthony "Jaco" Pastorius III (1. december 1951 – 21. september 1987) var el-bassist og komponist. 

## Opvækst
Opvoksede i en musikerfamilie i Florida, Pastorius startede med at spille trommer, men blev som teenager tvunget til at stoppe på grund af en skade i armen, og det blev i følge ham selv årsagen til, at han begyndte at spille bas. 

## Karriere
Han begyndte at spille i forskellige bandsammenhænge, hvor repertoiret primært var pop og R'n'B. Udgav første soloplade i 1976 med virtuost båndløst basspil, året efter blev Pastorius headhunted af Joe Zawinul til at afløse Alphonso Johnson i gruppen Weather Report.
Op gennem 70'erne arbejdede han sideløbende med Weather Report som sideman sammen med en lang række musikere, heriblandt et fornemt samarbejde med Joni Mitchell. Pastorius forlod Weather Report i 1982 for at hellige sig sit bigband Word of Mouth.
Med berømmelsen fulgte dog også en heftig livsstil med et stort forbrug af alkohol og stoffer, hvilket midt i 80'erne fremprovokerede en række psykiske lidelser hos Pastorius. De sidste år i hans liv blev derfor et sørgeligt spild af talent med en række pinlige live-episoder. Han blev slået ned af en dørvogter i et forsøg på at komme ind i Midnight Bottle Club i Fort Lauderdale, hvilket sendte ham i en koma, som han aldrig vågnede op fra.
Bill Milkowski, en amerikansk journalist og forfatter, har skrevet bogen Jaco, the extraordinary and tragic life of Jaco Pastorius. der indgående beskriver Pastorius' opvækst og liv. Og dokumentarfilmen Jaco instrueret af Paul Marchand og Stephen Kijak, blev udgivet i 2014.